# Sendlinger Tor (metropolitana di Monaco di Baviera)
La Sendlinger Tor è una stazione della metropolitana di Monaco di Baviera, nonché uno snodo importante tant'è che serve ben 5 linee. La stazione fu inaugurata il 19 ottobre 1971.

## Galleria d'immagini

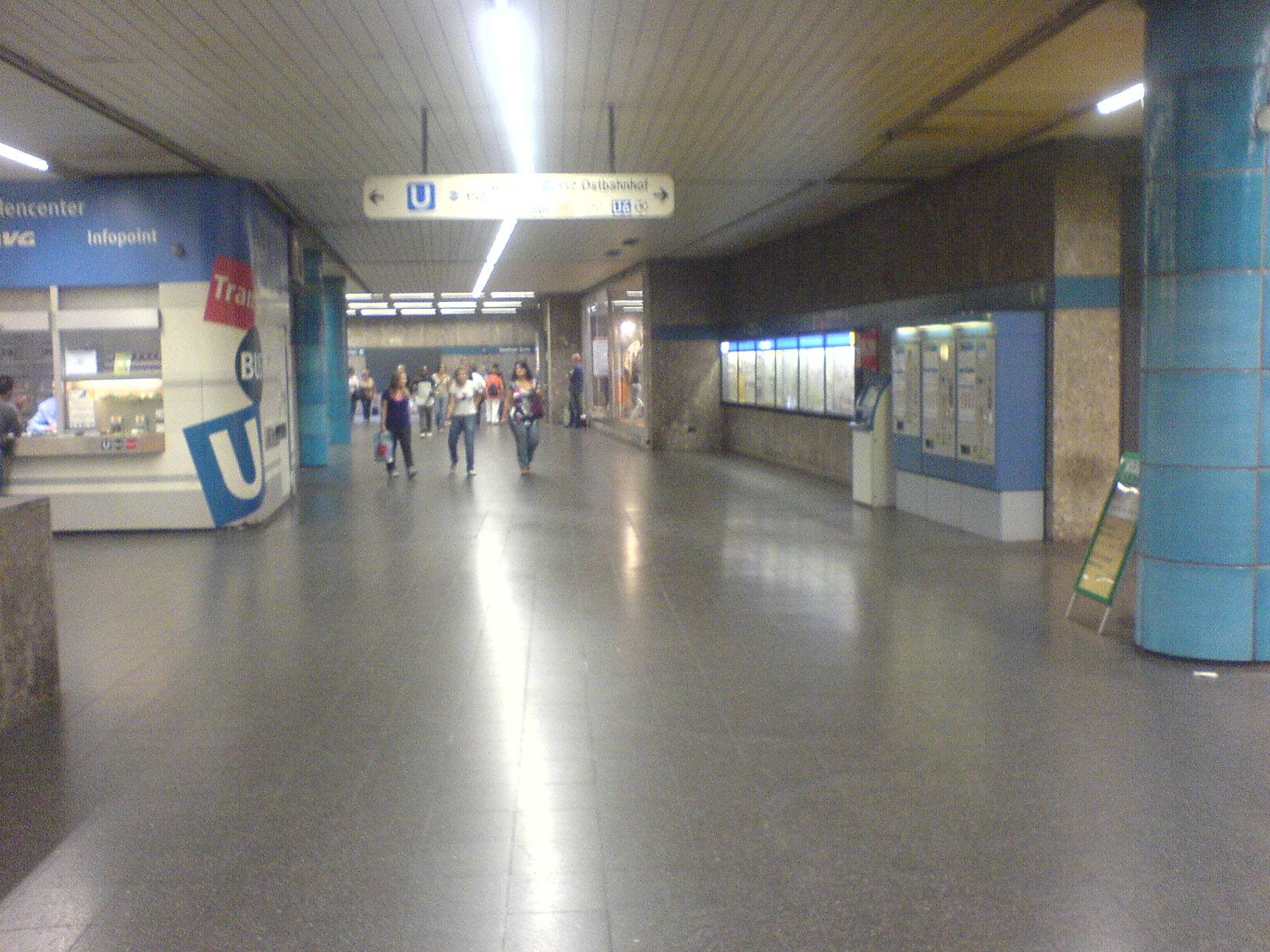
Interno (“Sperrengeschoß“)
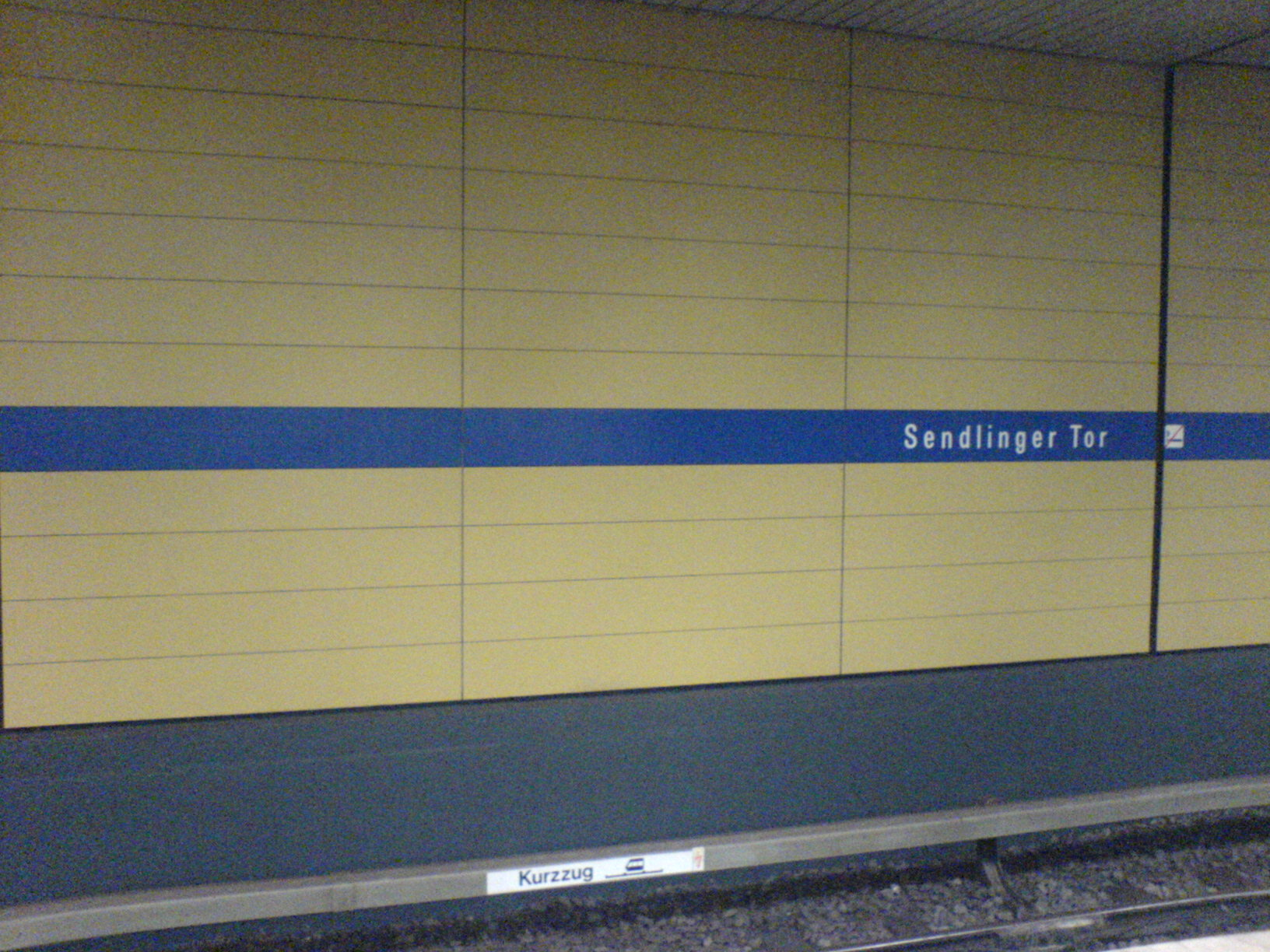
U3 / U6 colori
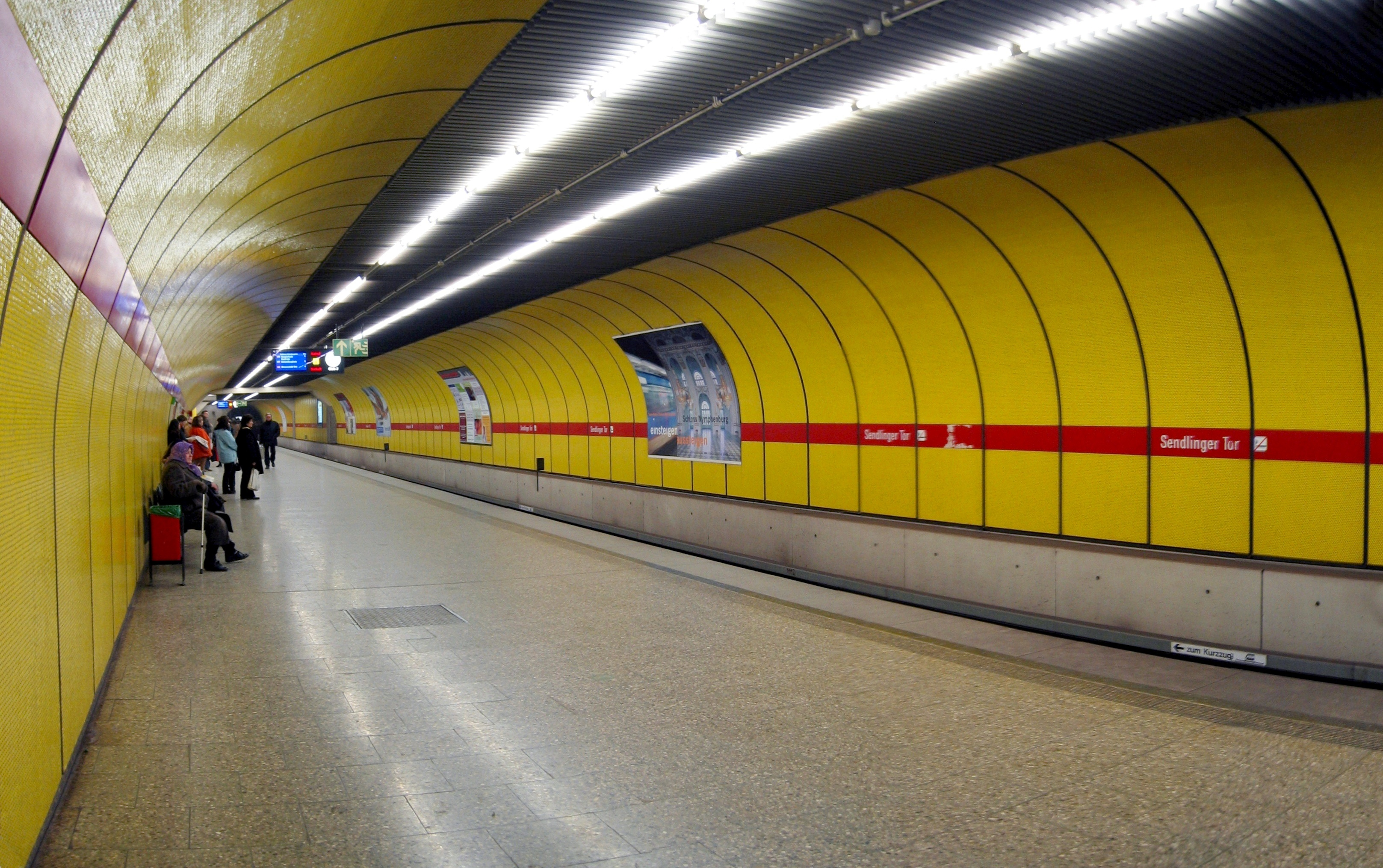
U1/U2 piattaforma
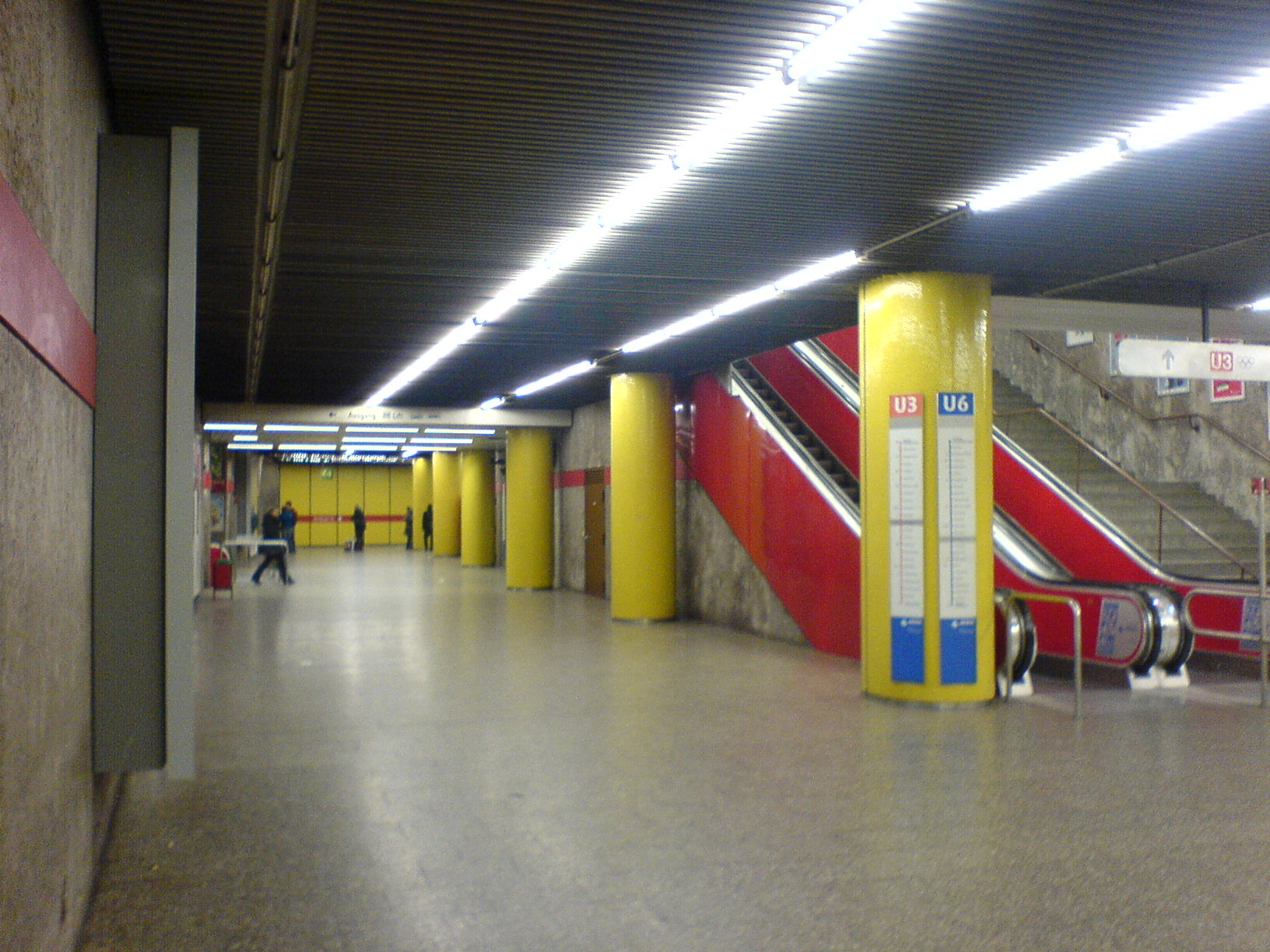
Connessione tra piattaforme U1/U2